# ГЕС Меттур
ГЕС Меттур — гідроелектростанція на півдні Індії у штаті Тамілнад. Знаходячись між ГЕС Sivasamudram (вище по течії у штаті Карнатака) та ГЕС Меттур-Нижня I, входить до складу каскаду на річці Кавері, яка кількома рукавами впадає у Бенгальську затоку за пів сотні кілометрів на південь від Пудучеррі.

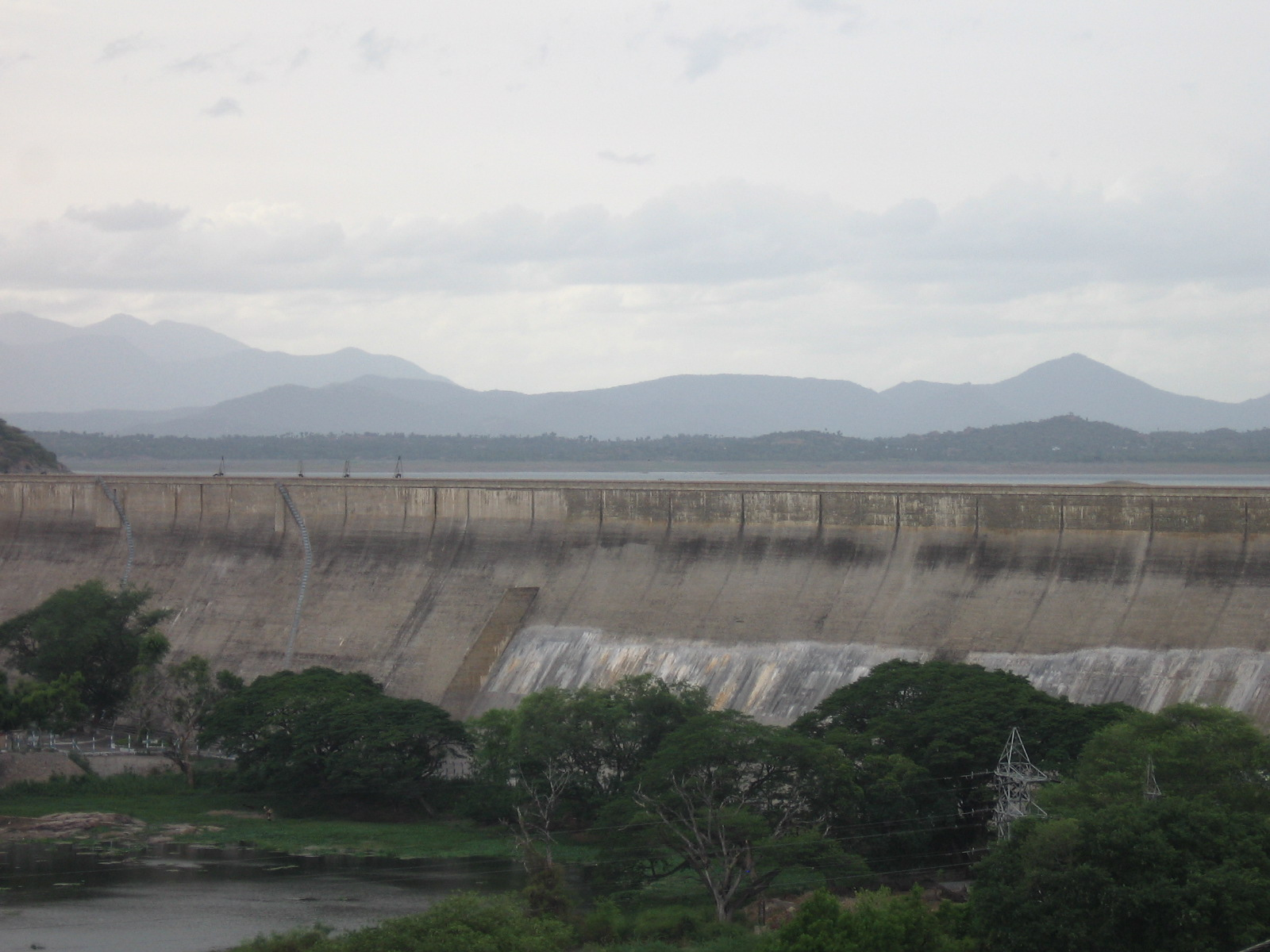
Гребля Меттур

Спорудження греблі в місці, де річка проходить через Східні Гати, почали ще в 1925 році. Тут звели муровану споруду висотою 70 метрів та довжиною 1615 метрів, яка потребувала 1546 тис. м3 матеріалу. Вона утримує найбільше в штаті водосховище з площею поверхні 154 км2, корисним об'ємом 2,65 млрд м3 та коливанням рівня поверхні в операційному режимі між позначками 219 та 241 метр НРМ.
Завершена в 1934-му гребля спершу мала лише іригаційне значення, забезпечивши стабілізацію зрошення у величезному районі нижньої течії Кавері, де зосереджені біля третини всіх іригованих площ Тамілнаду. А в 1946 році комплекс доповнили розташованим біля підніжжя греблі машинним залом, в якому встановили чотири турбіни типу Френсіс потужністю по 10 МВт, що при напорі від 18,2 до 48,8 метра (номінальний напір 30,3 метра) забезпечують виробництво 91 млн кВт·год електроенергії на рік.
У 1966-му комплекс доповнили другим машинним залом, винесеним за 0,5 км нижче від греблі. Його обладнали чотирма турбінами типу Каплан потужністю по 50 МВт, які при напорі від 24,4 до 48,8 метра (номінальний напір 47 метрів) забезпечують виробництво 451 млн кВт·год електроенергії на рік.